# Cosmopterix erinome
Cosmopterix erinome là một loài bướm đêm thuộc họ Cosmopterigidae. Loài này có ở Hoa Kỳ (Alabama và Mississippi).
Con trưởng thành được sưu tập vào tháng 4, tháng 6 và tháng 8. Cánh trước dài 5,2-5,5 mm. Loài này được đặt tên theo Erinome, Mặt Trăng của Sao Mộc.